# Luidia herdmani
Luidia herdmani är en sjöstjärneart som beskrevs av A.M. Clark 1953. Luidia herdmani ingår i släktet Luidia och familjen sprödsjöstjärnor. Inga underarter finns listade i Catalogue of Life.